# Радянська Україна (радіостанція)
«Радянська Україна» — радіостанція української редакції Всесоюзного радіокомітету. Працювала в Москві із 28 листопада 1941 по 19 липня 1944. Передачі велися на хвилі 48,23 метра. 1942 року щодоби станція працювала 19 годин 2 хвилини (12 годин 37 хвилин власного мовлення й 6 годин 25 хвилин — трансляції передач Всесоюзного радіо). На радіостанції працювали професійні журналісти Г. Шуйський (керівник), П. Зінченко, Я. Сірченко, В. Медведєв, М. Скачко, Р. Краковська, А. Кроль, письменники О. Копиленко, Петро Панч, Іван Нехода, Дмитро Білоус, М. Нагнибіда, диктори — А. Євенко та Ф. Сергеєва-Круглова, нештатними співробітниками були письменники Володимир Сосюра, Володимир Владко та ін. У січні—червні 1943 перед мікрофоном станції як нештатний радіокоментатор виступав Я. Галан.
Серед матеріалів радіостанції головне місце відводилося коментарям документів Верховного головнокомандування, повідомленням Радінформбюро, матеріалам ТАРС, центральних та республіканських газет, зарубіжній інформації, повідомленням із фронтів військових кореспондентів Українського радіокомітету про бойові дії Червоної армії, подвиги фронтовиків, партизанів, підпільників. Чимале місце займали контрпропагандистські та літературні передачі. Щотижня виходив в ефір гумористичний радіожурнал «Сатиричний залп» (редактори — І. Нехода та П. Панч). Лише 1943 року радіостанція «Радянська Україна» передала в ефір 1825 суспільно-політичних передач. 1942 у складі української редакції Всесоюзного радіокомітету була виділена група співробітників (керівник — Я. Сірченко), що виконувала паралельно функції радіостанції для партизанів в Україні (радіостанція «Партизанка»).